# Kategorizace lesů
Kategorizace lesů je definována zákonem 289/1995 Sb., o lesích. V § 6 jsou lesy rozděleny podle převažujících funkcí do tří kategorií: 
- lesy ochranné,
- lesy zvláštního určení,
- lesy hospodářské.

## Lesy ochranné
Do kategorie ochranných lesů patří:
- lesy na mimořádně nepříznivých stanovištích (sutě, kamenná moře, prudké svahy, strže, nestabilizované písky a náplavy, rašeliniště),
- vysokohorské lesy pod hranicí lesa chránící níže položené lesy a lesy na exponovaných hřebenech,
- lesy v klečovém vegetačním stupni.

## Lesy zvláštního určení
Pokud nejsou kategorizovány jako lesy ochranné, patří sem lesy nacházející se:
- v pásmech hygienické ochrany vodních zdrojů I. stupně,
- v ochranných pásmech zdrojů přírodních léčivých a stolních minerálních vod,
- na území národních parků a národních přírodních rezervací.

Do kategorie lesů zvláštního určení lze dále zařadit lesy, u kterých veřejný zájem na zlepšení a ochraně životního prostředí nebo jiný oprávněný zájem na plnění mimoprodukčních funkcí lesa je nadřazen funkcím produkčním. Jde o lesy typu:
- v prvních zónách chráněných krajinných oblastí a lesy v přírodních rezervacích a přírodních památkách,
- lázeňské lesy,
- příměstské a další lesy se zvýšenou rekreační funkcí,
- sloužící lesnickému výzkumu a lesnické výuce,
- se zvýšenou funkcí půdoochrannou, vodoochrannou, klimatickou nebo krajinotvornou,
- potřebné pro zachování biologické různorodosti,
- v uznaných oborách a v samostatných bažantnicích,
- v nichž jiný důležitý veřejný zájem vyžaduje odlišný způsob hospodaření.

## Lesy hospodářské
Jedná se o veškeré lesy, které nejsou zařazeny v kategorii lesů ochranných nebo lesů zvláštního určení.
Hlavním účelem hospodářských lesů je produkce dřeva, tj. trvalá a maximální produkce dřevní hmoty. Do této kategorie patří 75 % lesů v České republice.